# Římskokatolická farnost Pačejov
Římskokatolická farnost Pačejov je územním společenstvím římských katolíků v rámci sušicko-nepomuckého vikariátu českobudějovické diecéze.

## O farnosti

### Historie
Vesnice Pačejov se poprvé připomíná již ve dvacátých letech 13. století a tehdy zde stával románský kostelík. Ten byl zbourán v roce 1685. Roku 1785 byla ve vsi zřízena lokálie, zrušená v roce 1803, kdy byl Pačejov přifařen k Malému Boru. K obnově lokální duchovní správy došlo v roce 1840 a o sedmnáct let později byla ustavena samostatná farnost. Roku 1871 byl vystavěn nový kostel Panny Marie Sněžné v pseudogotickém stylu.

### Současnost
Farnost Pačejov je součástí kollatury farnosti Horažďovice, odkud je vykonávána její duchovní správa.
| Kostel                    | Místo   | Bohoslužba | Bohoslužba | Poznámka     |
| ------------------------- | ------- | ---------- | ---------- | ------------ |
| Kostel Panny Marie Sněžné | Pačejov | neděle     | 11.00      | farní kostel |